# Jac Edgren
Jac Edgren, Jacob Albert Edgren, född 15 juli 1899 i Gunnarskogs församling, Värmlands län, död i februari 1980 i Arvika östra församling, Arvika, Värmlands län, var en svensk tecknare.
Edgren tecknade huvudsakligen vykort med humoristiska motiv ur det dagliga livet utgivna genom Nordisk Konst. De flesta korten är från 1951-1965 och har blivit samlarobjekt med visst samlarvärde.
Under ett antal år skrev han humoristiska vardagsberättelser på västvärmländsk dialekt i Arvika Nyheter.